# Campionati europei di hockey su pista 2006
I Campionati Europei 2006 sono stati la 47ª edizione dei campionati europei di hockey su pista; la manifestazione venne disputata in Italia a Monza dal 16 al 22 luglio 2006.

La competizione fu organizzata dalla Comité Européen de Rink-Hockey.

Il torneo fu vinto dalla nazionale spagnola per la 13ª volta nella sua storia.

## Città ospitanti e impianti sportivi
| CITTÀ | IMPIANTO  | CAPIENZA |
| Monza | PalaCandy | 4.500    |

## Prima fase

### Girone A

#### Risultati
| Arbitro: | Jurgen Wolter |

|  |           | |
|  | Marcatori | 3’ (0-1) Lluís Teixidó 5’ (0-2) Pedro Gil 9’ (0-3) Pedro Gil 12’ (0-4) Pedro Gil 16’ (0-5) Eduard Fernández 21’ (0-6) Josep Maria Roca 25’ (0-7) Jordi Bargallo 33’ (0-8) Pedro Gil |

| Arbitro: | Alberto Bisacco |

| |           |  |
| Henry Guirec 12’ (1-0) Sébastien Furstenberger 14’ (2-0) Baptiste Lucas 19’ (3-0) Sébastien Furstenberger 19’ (4-0) Henry Guirec 38’ (5-0) | Marcatori |  |

| Arbitro: | Rego Lamela |

|                                                    |           |                                                                                      |
| Igor Tarassioux 12’ (1-2) Julien Huvelin 15’ (2-2) | Marcatori | 6’ (0-1) Marc Gual 6’ (0-2) Marc Gual 25’ (2-3) Pedro Gil 32’ (2-4) Eduard Fernández |

#### Classifica
|    | Squadra     | PT | G | V | N | P | GF | GS | Diff. | Note |
| -- | ----------- | -- | - | - | - | - | -- | -- | ----- | ---- |
| 1. | Spagna      | 6  | 2 | 2 | 0 | 0 | 12 | 2  | +10   |      |
| 2. | Francia     | 3  | 2 | 1 | 0 | 1 | 7  | 4  | +3    |      |
| 3. | Inghilterra | 0  | 2 | 0 | 0 | 2 | 0  | 13 | -13   |      |

### Girone B

#### Risultati
| Arbitro: | Rego Lamela |

|                         |           | |
| Dominik Brandt 7’ (1-3) | Marcatori | 4’ (0-1) Alessandro Bertolucci 5’ (0-2) Francesco Dolce 6’ (0-3) Alessandro Bertolucci 14’ (1-4) Francesco Dolce 18’ (1-5) Francesco Dolce 28’ (1-6) Leonardo Squeo 30’ (1-7) Alberto Peripolli |

| Arbitro: | Anton Sorensen |

|                                                                       |           | |
| David Huber 22’ (1-2) Thomas Simcic 34’ (2-4) Thomas Haller 38’ (3-5) | Marcatori | 1’ (0-1) Felix Bender 6’ (0-2) Dominik Brandt 23’ (1-3) Andre Kulossek 32’ (1-4) Felix Bender 36’ (2-5) Dominik Brandt |

| Arbitro: | Jurgen Wolter |

|  |           | |
|  | Marcatori | 1’ (0-1) Alessandro Bertolucci 4’ (0-2) Francesco Dolce 20’ (0-3) Davide Motoran 21’ (0-4) Mirko Bertolucci |

#### Classifica
|    | Squadra  | PT | G | V | N | P | GF | GS | Diff. | Note |
| -- | -------- | -- | - | - | - | - | -- | -- | ----- | ---- |
| 1. | Italia   | 6  | 2 | 2 | 0 | 0 | 11 | 1  | +10   |      |
| 2. | Germania | 3  | 2 | 1 | 0 | 1 | 6  | 10 | -4    |      |
| 3. | Austria  | 0  | 2 | 0 | 0 | 2 | 3  | 9  | -6    |      |

### Girone C

#### Risultati
| Arbitro: | Anton Sorensen |

|  |           |                                                                        |
|  | Marcatori | 7’ (0-1) Valter Neves 16’ (0-2) Reinaldo Ventura 33’ (0-3) Jorge Silva |

| Arbitro: | Gianni Fermi |

| |           |  |
| Sérgio Silva 14’ (1-0) Ricardo Barreiros 18’ (2-0) Sérgio Silva 20’ (3-0) Jorge Silva 30’ (4-0) Jorge Silva 36’ (5-0) Vítor Hugo 38’ (6-0) Reinaldo Ventura 39’ (7-0) | Marcatori |  |

| Arbitro: | Alberto Bisacco |

|                                                  |           |                                                                                                   |
| Marc Montardit 35’ (1-4) Ramon Bassols 39’ (2-4) | Marcatori | 3’ (0-1) Michael Muller 8’ (0-2) Michael Muller 21’ (0-3) Florian Brentini 34’ (0-4) Gael Jimenez |

#### Classifica
|    | Squadra    | PT | G | V | N | P | GF | GS | Diff. | Note |
| -- | ---------- | -- | - | - | - | - | -- | -- | ----- | ---- |
| 1. | Portogallo | 6  | 2 | 2 | 0 | 0 | 10 | 0  | +10   |      |
| 2. | Svizzera   | 3  | 2 | 1 | 0 | 1 | 4  | 9  | -5    |      |
| 3. | Andorra    | 0  | 2 | 0 | 0 | 2 | 2  | 7  | -5    |      |

## Fase finale

### Tabellone principale
|  | Quarti di finale | Quarti di finale |            |        | Semifinali      | Semifinali      |  |  | Finale    | Finale |
|  |                  |                  |            |        |                 |                 |  |  |           |        |
|  | 20 luglio        |                  |            |        |                 |                 |  |  |           |        |
|  |                  |                  |            |        |                 |                 |  |  |           |        |
|  | Portogallo       | 24               |            |        |                 |                 |  |  |           |        |
|  | Portogallo       | 24               | 21 luglio  |        |                 |                 |  |  |           |        |
|  | Austria          | 0                |            |        |                 |                 |  |  |           |        |
|  | Austria          | 0                | Portogallo | 1      |                 |                 |  |  |           |        |
|  | 20 luglio        |                  | Portogallo | 1      |                 |                 |  |  |           |        |
|  |                  | Spagna           | 5          |        |                 |                 |  |  |           |        |
|  | Spagna           | Spagna           | 5          | 10     |                 |                 |  |  |           |        |
|  | Spagna           |                  | 21 luglio  | 10     |                 |                 |  |  |           |        |
|  | Germania         | 0                |            |        |                 |                 |  |  |           |        |
|  | Germania         | 0                | Spagna     | 2      |                 |                 |  |  |           |        |
|  | 20 luglio        |                  | Spagna     | 2      |                 |                 |  |  |           |        |
|  |                  | Svizzera         | 0          |        |                 |                 |  |  |           |        |
|  | Italia           | Svizzera         | 0          | 11     |                 |                 |  |  |           |        |
|  | Italia           | 21 luglio        |            | 11     |                 |                 |  |  |           |        |
|  | Andorra          | 1                |            |        |                 |                 |  |  |           |        |
|  | Andorra          | 1                | Italia     | 2 (3)  | Finale 3º posto | Finale 3º posto |  |  |           |        |
|  | 20 luglio        |                  | Italia     | 2 (3)  | Finale 3º posto | Finale 3º posto |  |  |           |        |
|  |                  | Svizzera         | 2 (5)      |        |                 |                 |  |  |           |        |
|  | Francia          | Svizzera         | 2 (5)      | 3      | Portogallo      | 5               |  |  |           |        |
|  | Francia          |                  |            | 3      | Portogallo      | 5               |  |  |           |        |
|  | Svizzera         | 4                |            | Italia | 4               |                 |  |  |           |        |
|  | Svizzera         | 4                |            |        | 4               |                 |  |  |           |        |
|  |                  |                  |            |        |                 |                 |  |  | 21 luglio |        |
|  |                  |                  |            |        |                 |                 |  |  |           |        |

### Girone 5º - 9º posto
Partite disputate durante la prima fase
| Arbitro: | Alberto Bisacco |

| |           |  |
| Henry Guirec 12’ (1-0) Sébastien Furstenberger 14’ (2-0) Baptiste Lucas 19’ (3-0) Sébastien Furstenberger 19’ (4-0) Henry Guirec 38’ (5-0) | Marcatori |  |

| Arbitro: | Anton Sorensen |

|                                                                       |           | |
| David Huber 22’ (1-2) Thomas Simcic 34’ (2-4) Thomas Haller 38’ (3-5) | Marcatori | 1’ (0-1) Felix Bender 6’ (0-2) Dominik Brandt 23’ (1-3) Andre Kulossek 32’ (1-4) Felix Bender 36’ (2-5) Dominik Brandt |

Partite disputate
| Monza 21 luglio 2006, ore 8:45 UTC+1 | Francia | 2 – 0 | Germania | PalaCandy |

| Monza 21 luglio 2006, ore 10:30 UTC+1 | Andorra | 9 – 3 | Austria | PalaCandy |

| Monza 21 luglio 2006, ore 14:30 UTC+1 | Germania | 1 – 2 | Inghilterra | PalaCandy |

| Monza 21 luglio 2006, ore 16:30 UTC+1 | Andorra | 2 – 3 | Francia | PalaCandy |

| Monza 22 luglio 2006, ore 9:00 UTC+1 | Andorra | 2 – 3 | Inghilterra | PalaCandy |

| Monza 22 luglio 2006, ore 16:45 UTC+1 | Austria | 0 – 8 | Francia | PalaCandy |

| Monza 22 luglio 2006, ore 14:30 UTC+1 | Andorra | 0 – 1 | Germania | PalaCandy |

| Monza 22 luglio 2006, ore 16:30 UTC+1 | Austria | 4 – 10 | Inghilterra | PalaCandy |

#### Classifica
|    | Squadra     | PT | G | V | N | P | GF | GS | Diff. | Note |
| -- | ----------- | -- | - | - | - | - | -- | -- | ----- | ---- |
| 1. | Francia     | 12 | 4 | 4 | 0 | 0 | 18 | 2  | +16   |      |
| 2. | Inghilterra | 9  | 4 | 3 | 0 | 1 | 15 | 12 | +3    |      |
| 3. | Germania    | 6  | 4 | 2 | 0 | 2 | 7  | 7  | 0     |      |
| 4. | Andorra     | 3  | 4 | 1 | 0 | 3 | 13 | 10 | +3    |      |
| 5. | Austria     | 0  | 4 | 0 | 0 | 4 | 10 | 32 | -22   |      |

## Classifica finale
|    | Squadra     | G | V | N | P | GF | GS | Diff. | Note |
| -- | ----------- | - | - | - | - | -- | -- | ----- | ---- |
| 1. | Spagna      | 5 | 5 | 0 | 0 | 29 | 3  | +26   |      |
| 2. | Svizzera    | 5 | 2 | 1 | 2 | 10 | 16 | -6    |      |
| 3. | Portogallo  | 5 | 4 | 0 | 1 | 40 | 9  | +31   |      |
| 4. | Italia      | 5 | 3 | 1 | 1 | 28 | 9  | -19   |      |
| 5. | Francia     | 6 | 4 | 0 | 2 | 23 | 10 | +13   |      |
| 6. | Inghilterra | 5 | 3 | 0 | 2 | 15 | 20 | -5    |      |
| 7. | Germania    | 6 | 2 | 0 | 4 | 8  | 24 | -16   |      |
| 8. | Andorra     | 7 | 1 | 0 | 6 | 16 | 28 | -12   |      |
| 9. | Austria     | 6 | 0 | 0 | 6 | 10 | 60 | -50   |      |

## Campioni
| Campione d'Europa 2006 |
| ---------------------- |
| Spagna 13º titolo      |